# Raúl Osiel Marroquín Reyes
Raúl Osiel Marroquín Reyes (Tampico, 1981) is een voormalig Mexicaans soldaat die bekend heeft dat hij homoseksuele mannen lokte in bars om ze te vermoorden. Marroquín Reyes martelde vier slachtoffers waarna hij ze opknoopte of verstikte, maar in twee gevallen zou hij mannen hebben vrijgelaten nadat hij 120.000 pesos losgeld kreeg. Hij heeft verklaard door te gaan met homoseksuelen te doden als hij de kans zou krijgen, omdat volgens hem homo's voornamelijk een negatief effect op de samenleving hebben.

## Arrestatie
Marroquín Reyes, bekend als de sadist, werd op 23 januari 2006 gearresteerd en schuldig bevonden aan vier moorden. Hij verleidde zijn slachtoffers in homobars en om argwaan te vermijden, liet hij hen altijd het initiatief nemen. Later nodigde Marroquín Reyes ze uit in zijn appartement, waar hij ze wurgde en vervolgens de families van de slachtoffers om losgeld vroeg. Hij stopte de lijken later in koffers en liet die op verschillende locaties rondom Mexico-Stad achter. De politie verklaarde later dat Marroquín Reyes zijn slachtoffers martelde en bij een van hen een ster in het voorhoofd kerfde.
Vermoed wordt dat Marroquín Reyes een partner had in de persoon Juan Manuel Enrique Madrid. Laatstgenoemde is tot op heden op vrije voeten. Madrid hielp Marroquín Reyes vermoedelijk bij het ontvoeren van slachtoffers.